# Astragalus iodanthus
Astragalus iodanthus är en ärtväxtart som beskrevs av Sereno Watson. Astragalus iodanthus ingår i släktet vedlar, och familjen ärtväxter.

## Underarter
Arten delas in i följande underarter:
- A. i. iodanthus
- A. i. pseudoiodanthus
- A. i. vipereus

## Bildgalleri

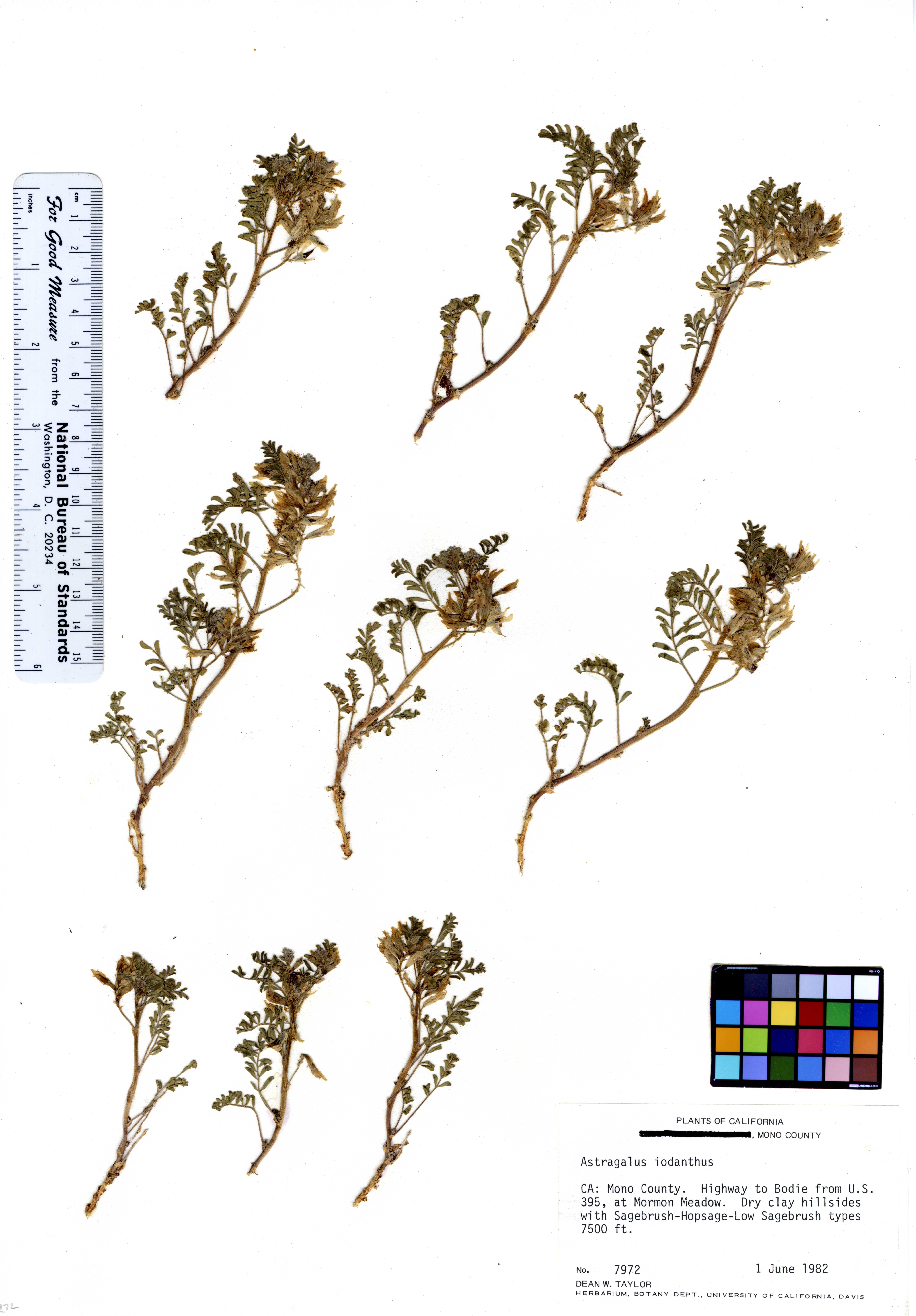